# Các tạp chí Khoa học Trái Đất
Bài này chứa danh sách các Tạp chí Khoa học Trái Đất.

## Đa ngành
- American Journal of Science
- Earth Interactions
- Eos, Transactions, American Geophysical Union
- Geografiska Annaler: Series A
- Geoscientific Model Development
- Nature Geoscience
- Revista Mexicana de Ciencias Geológicas
- Zeitschrift für Geologische Wissenschaften (Journal for the Geological Sciences)

## Khí quyển học
- Advances in Atmospheric Sciences
- Agricultural and Forest Meteorology
- Atmospheric Chemistry and Physics
- Atmospheric Research
- Boundary-Layer Meteorology
- Bulletin of the American Meteorological Society
- Climate Dynamics
- Climatic Change
- Climate Research
- International Journal of Biometeorology
- Journal of Applied Meteorology and Climatology
- Journal of Atmospheric and Oceanic Technology
- Journal of Climate
- Journal of Geophysical Research: section D (Atmospheres)
- Journal of Hydrometeorology
- Journal of the Atmospheric Sciences
- Meteorological Monographs
- Monthly Weather Review
- National Weather Digest
- Quarterly Journal of the Royal Meteorological Society
- Tellus. Series A: Dynamic Meteorology and Oceanography
- Tellus. Series B: Chemical and Physical Meteorology
- Weather and Forecasting

## Địa hóa
- Geochimica et Cosmochimica Acta
- Organic Geochemistry
- Quaternary Geochronology

## Địa chất
- American Association of Petroleum Geologists Bulletin
- Andean Geology
- Atlantic Geology
- Bulletin of Volcanology
- Canadian Journal of Earth Sciences
- Earth Surface Processes and Landforms
- Earth and Planetary Science Letters
- GeoArabia
- Geologica Acta
- Geological Society of America Bulletin
- Geology
- Geophysical Journal International
- International Journal of Earth Sciences
- International Journal of Speleology
- Journal of Geology
- Journal of Geophysical Research: sections B (Solid Earth), F (Earth Surface), G (Biogeosciences)
- Journal of Sedimentary Research
- Journal of Structural Geology
- Journal of South American Earth Sciences
- Journal of Volcanology and Geothermal Research
- Palaios
- Revista de la Asociación Geológica Argentina
- Revista Geológica de Chile
- Scripta Geologica
- Sedimentary Geology
- Sedimentology

## Khoáng vật học và Thạch học
- American Mineralogist
- Contributions to Mineralogy and Petrology
- Journal of Petrology
- Mineralium Deposita
- Reviews in Mineralogy and Geochemistry

## Địa vật lý
- Astronomy & Geophysics
- Geophysical Journal International
- Geophysical Research Letters
- Geophysics
- Journal of Geophysical Research
- Journal of Geophysics and Engineering
- Physics of the Earth and Planetary Interiors
- Reviews of Geophysics
- Tectonophysics (journal)

## Thủy văn học
- Journal of Hydrology
- Water Research
- Water Resources Research

## Hải dương học
- Annual Review of Marine Science
- Journal of Geophysical Research: section C (Oceans)
- Journal of Physical Oceanography
- Ocean Science
- Paleoceanography

## Không phân loại
- Episodes
- Journal of Glaciology